# Carl Iver Hovland
Carl Iver Hovland  (Chicago, 12. lipnja 1912. – New Haven, 16. travnja 1961.) bio je američki psiholog poznat po studijama o promjeni ponašanja pojedinca.
Tijekom njegova radnog vijeka posebno se ističe doprinos razvoju komunikacijskih znanosti na Sveučilištu Yale, kao i Hovlandovi eksperimenti provedeni tijekom Drugog svjetskog rata među američkim vojnicima. 

## Rana karijera
Carl Hovland završio je prediplomski i diplomski studij psihologije na Sveučilištu Northwestern, te upisao doktorski studij psihologije na Sveučilištu Yale, kako bi mogao surađivati s Clarkom L. Hullom, psihologom koji se bavio ljudskim učenjem. Hull je u svom Institutu za međuljudske odnose (The Institute of Human Relations) okupljao grupu interdisciplinarnih znanstvenika s kojima je radio studije o društvenim problemima, poput delikvencije, nezaposlenosti..., jer je vjerovao da će se društveni problemi lakše riješiti, ako se bolje razumiju. 
Uz Hulla, Hovland se zainteresirao za učenje kod životinja te je s njim provodio studije o učenju i frustraciji.

## Istraživanje Američki vojnik
Hovland se 1942. pridružio istraživačkom centru unutar američke vojske gdje je među vojnicima provodio istraživanje o stavovima i učinkovitosti persuazije.
Smatrao je kako stavovi prema osobama ili stvarima ne mogu predvidjeti buduće ponašanje pojednica, ali kako pod određenim okolnostima utječu na ponašanje.
Hovland je istraživao utjecaj edukacijskih filmova na vojnike, kojima su im pokušavali objasniti zašto SAD pristupa ratu, tko su zaraćene strane i slično. Vojnicima je prikazano sedam 50-minutnih filmova nazvanih "Why we fight", koje je snimio američki redatelj Frank Capra.
Veliki dio filmova činile su fotografije o događajima koji su doveli do uključenosti SAD-a u rat i sadržavale su propagandne poruke.
Poslije rata Hovland je, 1949., s Lumsdaineom i Sheffieldom objavio knjigu ''Eksperimenti o masovnoj komunikaciji'' (Experiments on Mass Communication) u kojoj su zaključili kako su filmovi povećali znanje vojnika o ratu te kako su se njihovi stavovi promijenili, no kako filmovi nisu imali mjerljivi utjecaj na njihovu spremnost da sudjeluju u ratu.

## Povratak na Yale
Hovland se na Yale vratio 1945. gdje je pokrenuo studijski program Komunikacija i promjena stavova. S Janis i Kelley (1953) proveo je laboratorijski ekperiment o vjerodostojnosti izvora, kojim su željeli utvrditi ponašanje pojedinca pod utjecajem masovne komunikacije.
Dvije grupe ispitanika dobile su istu poruku. Jednoj grupi su rekli da poruka dolazi od izvora kojem su vjerovali, a drugoj da dolazi od nevjerodostojnog izvora. Shvatili su da do promjene stavova dolazi kad su izvori vjerodostojni, no nakon četiri tjedna više nije bilo razlike između povjerenja u vjerodostojne i nevjerodostojne izvore. Došli su do zaključka kako je utjecaj izvora najveći odmah nakon primanja poruke, ali s vremenom slabi (efekt spavača).<